# Agrostis gautieri
Agrostis gautieri é uma espécie de gramínea do gênero Agrostis, pertencente à família Poaceae.